# Campo (Camerun)
Campo è un centro abitato del Camerun, situato nella Regione del Sud.